# Coturnix alabrevis
Coturnix alabrevis — вимерлий вид перепілок, що існував на острові Порту-Санту з архіпелагу Мадейра на сході Атлантичного океану. Описаний у 2020 році. Анатомічні ознаки показують, що птах не вмів літати, що робило його вразливими. Його вимирання пов'язують з появою на острові людей, подальшими змінами середовища проживання та впровадженням інвазивних видів.